# القصر الرسولي

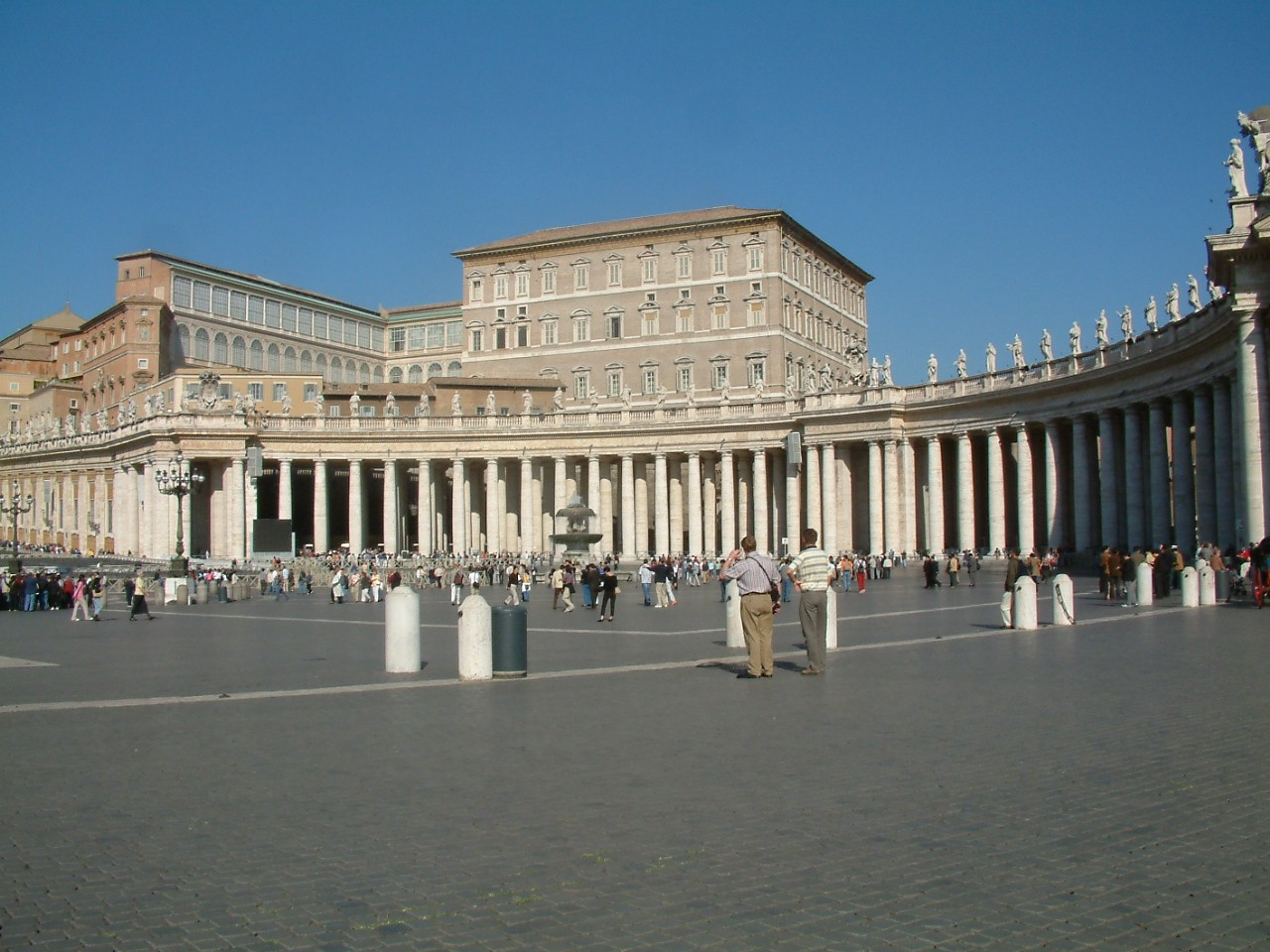
منظر للقصر الرسوليّ من ساحة القديس بطرس.

قصر أبوستوليك (بالإيطاليّة: Palazzo Apostolico؛ باللاتينيّة: Palatium Apostolicum) يسمى أيضاً بـالقصر المقدّس أو القصر البابوي أو قصر الفاتيكان هو المقر الرسمي لبابا الفاتيكان في الفاتيكان وسط روما. يُستعمل القصر ككنيسة كاثوليكية للمكاتب الحكومية، وشقق بابويّة للسكن. يضم القصر ألف غرفة، من أشهرها هي غرف رفائيل، التي تضم لوحات الفنان رفائيلو سانزيو مثل لوحة مدرسة أثينا، ومصلى سيستاين والتصاميم الجصية لمايكل أنجلو التي جعلته شهيراً (تم تجديدها سنة 1980 و1990).
على جانبي ساحة القديس بطرس يتوضع القصر الرسولي المكون من كتل منفصلة من البناء إلى جانب المتاحف والمكتبة والأرشيف السري كذلك كنيسة سيستين. أبرز القاعات الحديثة البناء هي قاعة الاجتماعات والاستقبالات الرسمية والتي افتتحها البابا بولس السادس في 30 يوليو 1971 وتتسع لاثني عشر ألف شخصو هي من تصميم بيير نيرفي. سائر الأبنية التي تشكل القصر الرسولي هي عبارة عن مزيج معماري بني بمراحل مختلفة بين القرنين الثالث عشر والتاسع عشر، وكان البابا نيكولا الثالث (1277 - 1280)، أول من اهتم ببنائه. يحوي الطابق العلوي من القصر الرسولي على الشقق السكنية الخاصة بالبابا والمقربين منه، وتشرف غرفة البابا الشخصية على ساحة القديس بطرس مباشرة، ومنها يلقي خطابًا أسبوعيًا للمحتشدين كل يوم أربعاء. أما الطابق الأوسط فيحوي شقق رافائيل الثلاثة لكون رافائيل من أشرف على رسمها، إلى جانب قاعة الاستقبال الثانية المعروفة باسم «قاعة كلمنتين» والمكتبة البابوية الخاصة. يوجد في الطابق الأوسط أيضًا المصلى البولسي الذي بناه مايكل آنجلو للبابا بولس الثالث وشقة بورجيا حيث أقام البابا ألكسندر السادس، ثم مصلى نيكولا الخامس، ليتصل البناء مباشرة بعدها بمتاحف الفاتيكان. يحوي القصر الرسولي أيضًا على مقرات عدد من المجامع البابوية، بشكل منفصل أو متصل مباشرة بالبناء.

## معرض صور

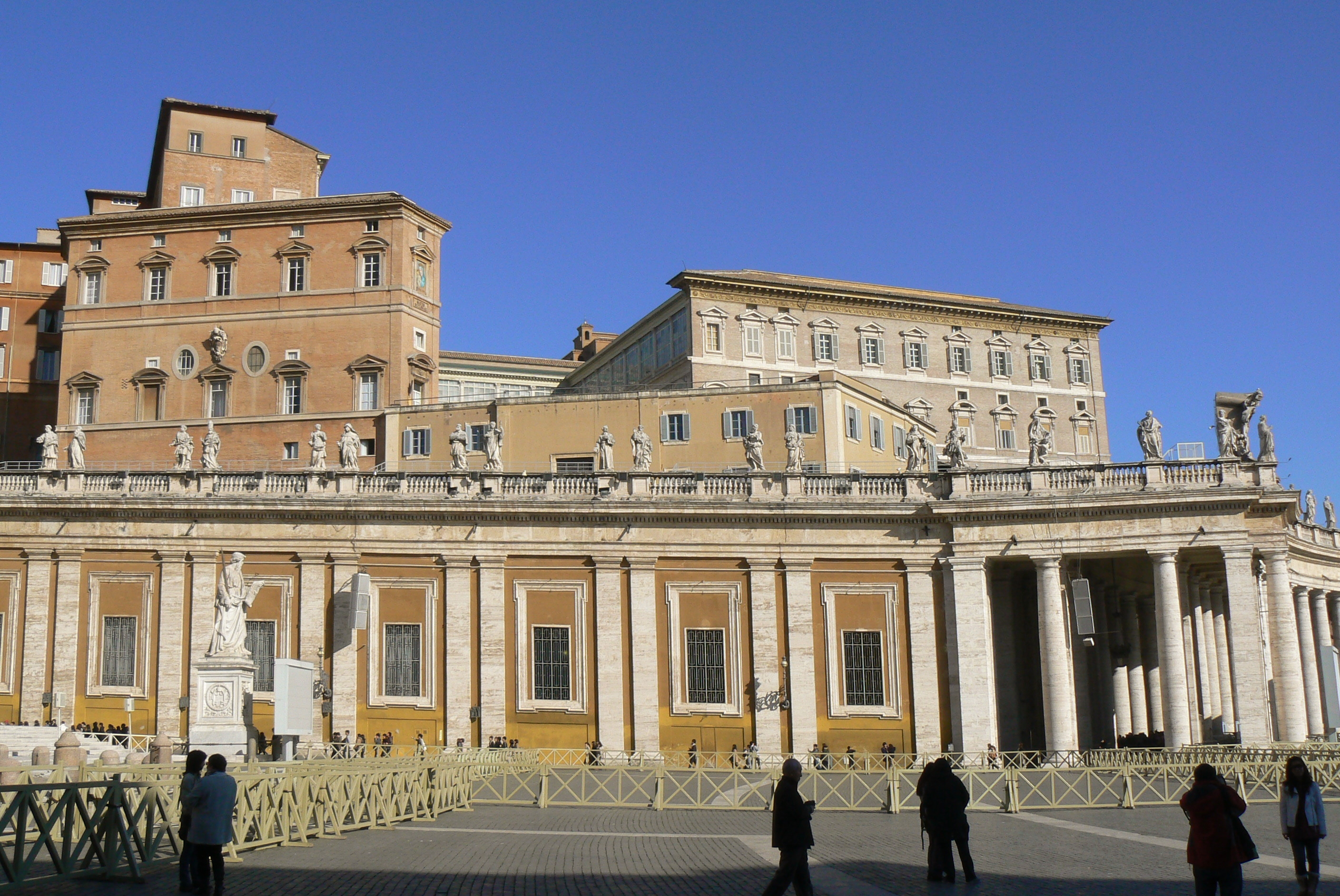
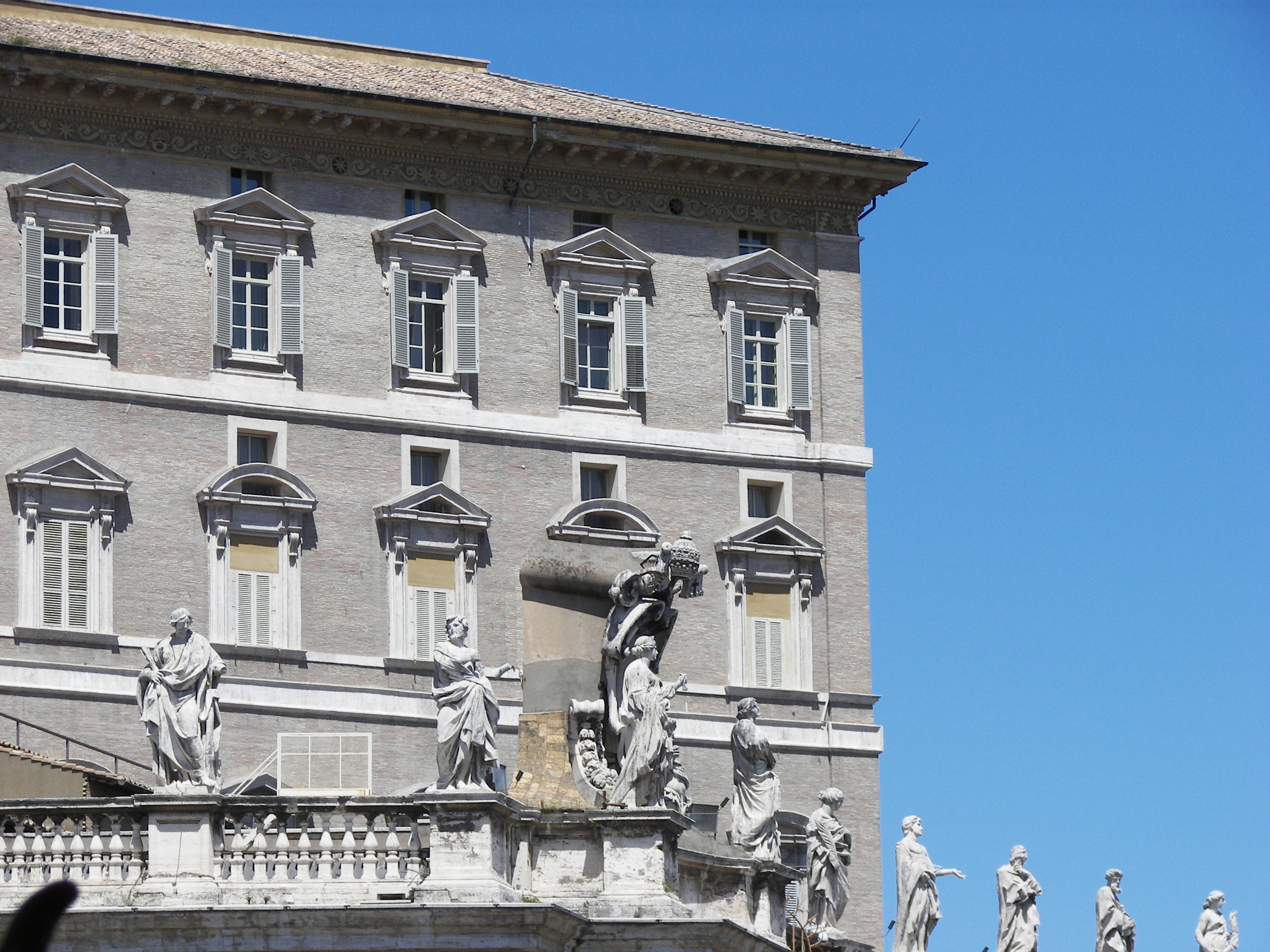
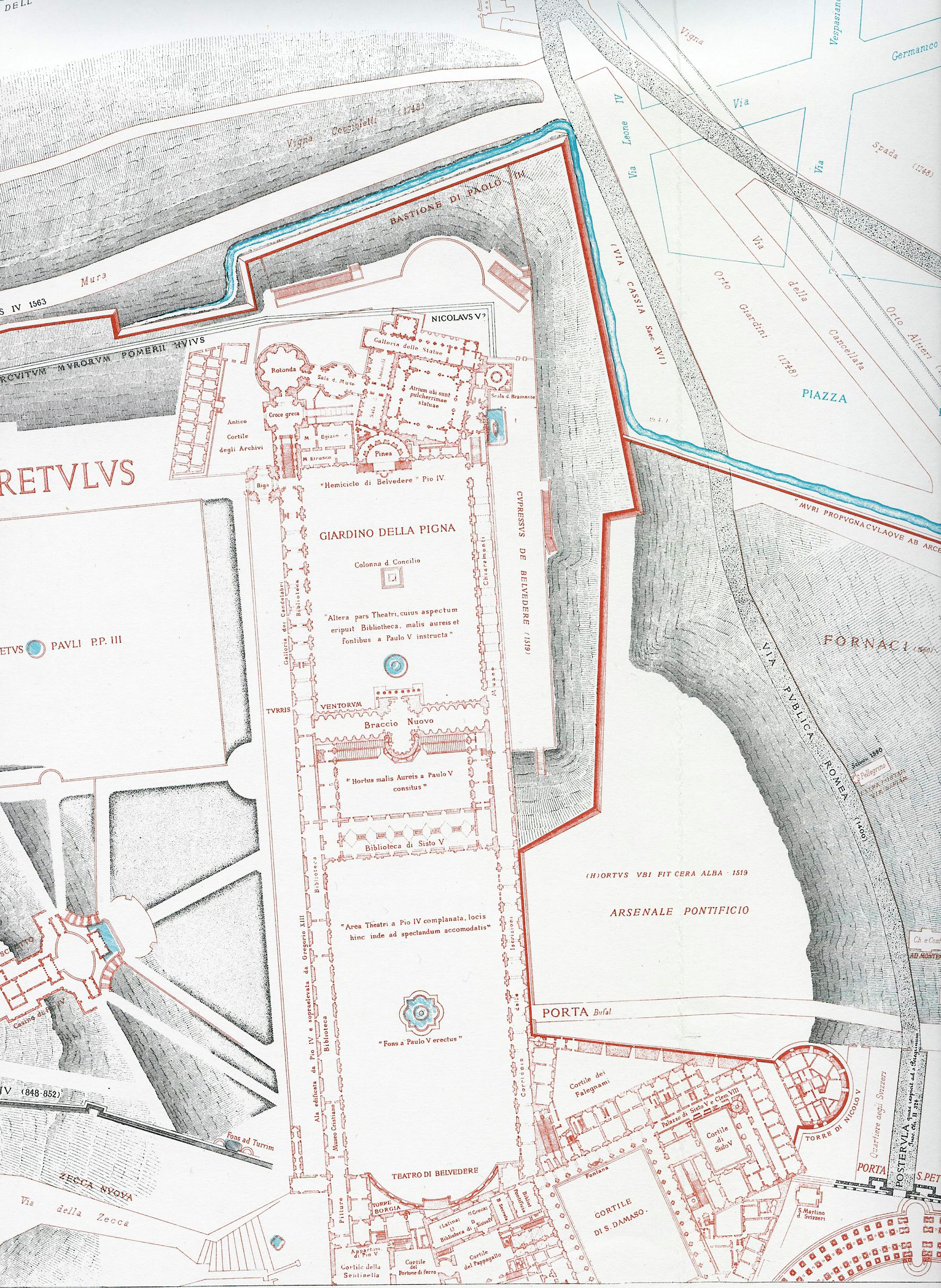
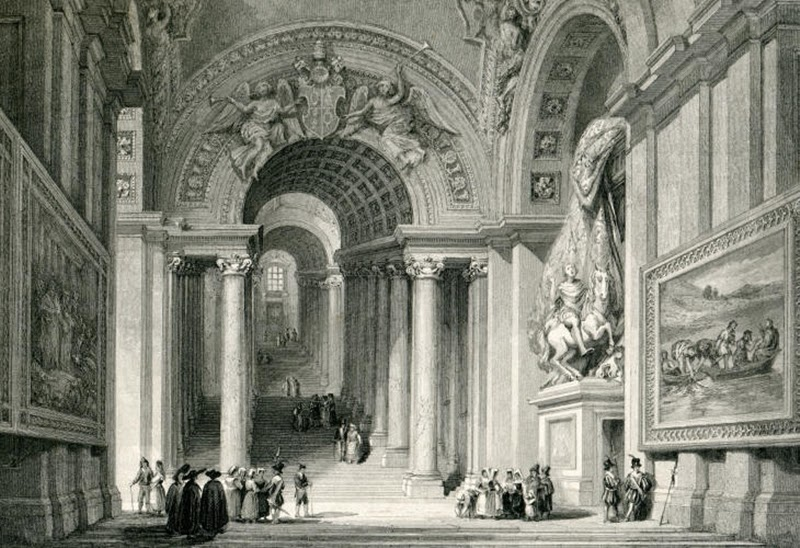

## أعلام
- يوحنا بولس الثاني
- ليون الثالث عشر
- بيوس التاسع
- بندكت الخامس عشر
- بيوس العاشر